# 卡塔马卡
28°28′S 65°47′W / 28.467°S 65.783°W
卡塔马卡位于阿根廷西北部，是卡塔马卡省的首府，人口141,260（2001年）。